# Huécija
Huécija est une ville d’Espagne, dans la province d'Almería, communauté autonome d’Andalousie.

## Géographie

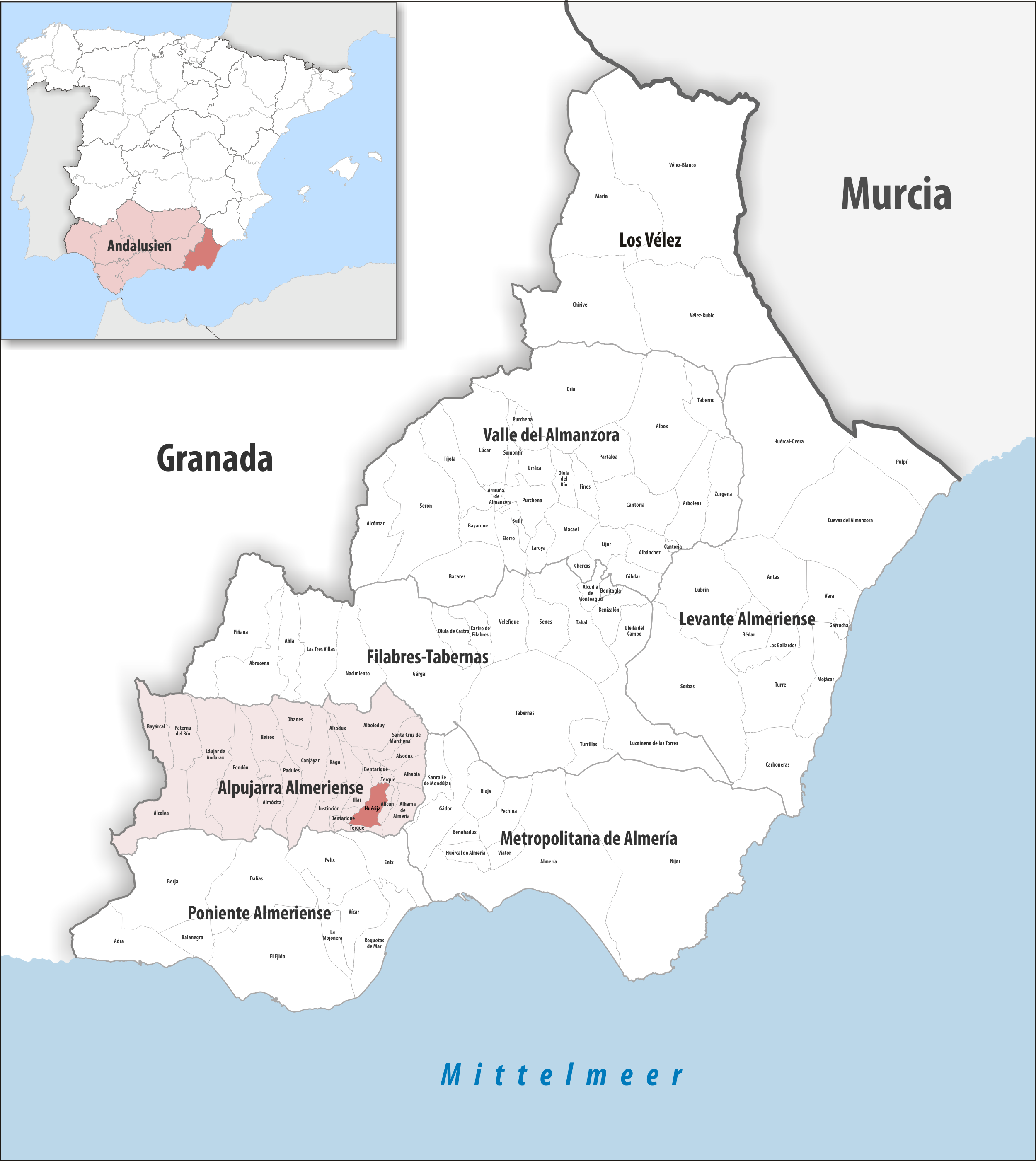
Huécija dans la comarque Alpujarra almeriense, province d'Almería / en Andalousie

### Localisation
La commune de Huécija se trouve au sud-sud-est de l'Espagne, dans le sud de la province d'Almería et vers le sud-est de la comarque Alpujarra almeriense.
Elle est vers l'extrémité est de la sierra de Gádor.
Almería est à 28 km sud-est ;
Madrid à 525 km nord ;
Malaga à 228 km ouest ;
Gibraltar à 366 km ouest-sud-ouest (distances par route).
Huécija fait partie de l'Alpujarra, petite région entre la sierra Nevada au nord et la mer Méditerranée au sud, limitée à l'ouest par la sierra de Lujar (es) et à l'est par la sierra de Gádor.

### Communes limitrophes
Huécija jouxte Alhama de Almería à l'ouest seulement par un quadripoint. On retrouve Terque et Bentarique à la fois au nord et au sud parce que ces deux communes sont toutes deux divisées en deux parties séparées.

## Histoire
Les plus anciens vestiges de peuplement connus sont de l'époque romaine : les ruines d'une villa romaine ont été retrouvées près du cerro de Marchena. Huécija a été cité pour la première fois en l'an 891, durant la période musulmane, en relation avec une ferme.[réf. nécessaire]
À partir du XIIIe siècle, lorsque le royaume de Grenade est le dernier territoire musulman de la péninsule ibérique, Huécija est réuni avec neuf autres villages dans la taha (es) de Marchena, village où était la place forte principale (El Castillo de Marchena) et la résidence du gouverneur. Les dix sites qui ont fait la taha de Marchena étaient les suivants : 
Zodun (Alsodux), 
Alhabiati (Alhabia), 
Terque, 
Bentarico (Bentarique), 
Ylar (Íllar), 
Alhama, 
Estancihun (Instinción), 
Rágol, 
Alicún et 
Guezixa (Huécija) qui est restée la capitale et a été élevée au statut de ville avec Terque après l'abandon de Marchena.[réf. nécessaire]
Après la capitulation d'Almería, la Taha (es) de Marchena devient une seigneurie, possession de Gutierrez Cardenas et Chacon (duc de Maqueda) qui la reçoit en récompense de ses efforts vers la Reconquête. Marchena est transformé en manoir.

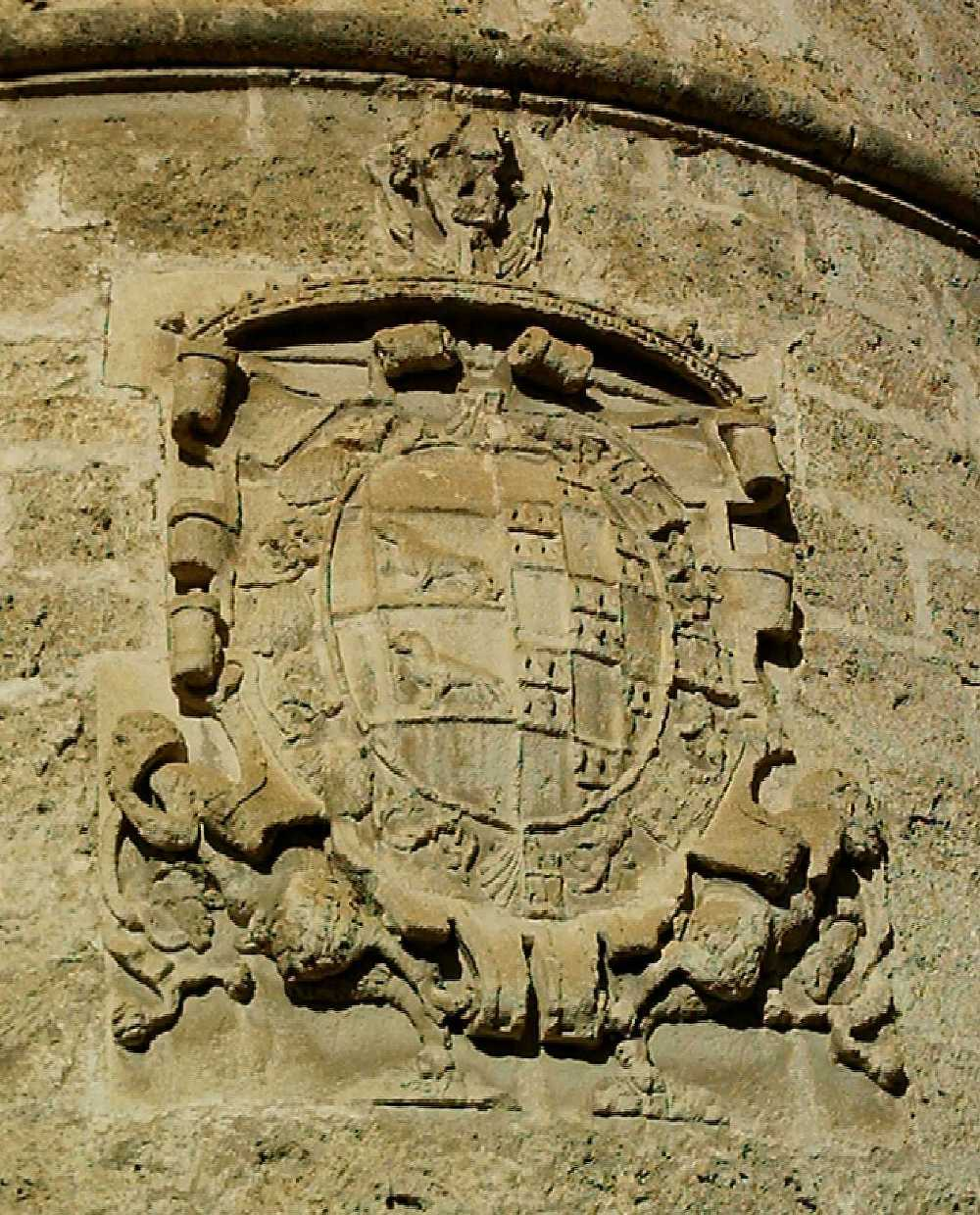
Armes des Cardenas et des Velasco (duc de Frias) sur la tour du

À cette époque est construite la Maison Palace, dont seuls quelques murs demeurent ; et le couvent des Augustins, fondé par Teresa de Enríquez, épouse du premier duc de Maqueda Diego de Cárdenas y Enríquez (es) ; également l'église de Notre-Dame de la Règle, détruite dans le tremblement de terre en 1522 (es) et dont il ne subsiste que la tour et le mur sud, à la fois effet de levier[Quoi ?] pour la nouvelle église du couvent des Augustins, construit sur le site après le séisme. Pour que cette nouvelle église soit à l'usage exclusif du couvent, on construit au XVIe siècle une église paroissiale, l'église de l'Annonciation, dans le style mudéjar avec des ajouts baroques et néo-classiques ultérieurs. Pendant la révolte des Maures, à la suite d'une bataille acharnée de nombreux chrétiens trouvent refuge dans le couvent ; les maures y mettent le feu, tuant tous ceux qui y ont trouvé refuge, soit par le feu soit par assassinat après que les réfugiés se soient livrés. Huécija est contrôlée par les chrétiens à partir du 13 janvier 1569 et les Maures, vaincus en 1570 et sont supprimés[Quoi ?] par la suite. 
La seigneurie demeure jusqu'en 1835, année de son abolition : Huécija et d'autres villages deviennent des municipalités.[réf. nécessaire] Le milieu du XIXe siècle est aussi l'époque de l'introduction de la vigne à Ohanes, une culture qui est le principal facteur de développement économique de la ville.
Le XXe siècle voit guerre civile et pillages associés notamment dans l'église de l'Annonciation et le couvent des Augustins - ce dernier avait un retable baroque précieux.[réf. nécessaire]

## Démographie
| Población | 1.097 | 1.003 | 996  | 1.122 | 1.176 | 956  | 949  | 1.138 | 885  |
|           | 1950  | 1960  | 1970 | 1981  | 1991  | 1996 | 2001 | 2006  | 2007 |
| Población | 652   | 654   | 642  | 586   | 544   | 537  | 551  | 533   | 548  |

## Économie
Vin de pays Ribera del Andarax
La commune fait partie de la zone couverte par l'appellation « vin de pays » (es) (Vino de la Tierra) Ribera del Andarax (es),
une indication géographique réglementée en 2003. 21 communes en font partie, toutes dans la province d'Almería : 
Alboloduy, 
Alhabia, 
Alhama de Almería, 
Alicún, 
Almócita, 
Alsodux, 
Beires,
Bentarique, 
Canjáyar, 
Enix, 
Felix, 
Gérgal, 
Huécija,
Illar, 
Instinción, 
Nacimiento, 
Ohanes, 
Padules,
Rágol, 
Santa Cruz de Marchena,
Terque.

## Monuments remarquables
- L'église de la Anunciación
- L'ermitage de La Cruz